# Margaret Masterman
Margaret Masterman (* 4. Mai 1910 in London; † 1. April 1986 in Cambridge) war eine britische Philosophin und Linguistin.

## Leben und Wirken
Margaret Masterman war die Tochter des Politikers Charles Masterman und seiner Frau Lucy Blanche Lyttelton, die ebenfalls politische engagiert und Dichterin war. Sie studierte moderne und mittelalterliche Sprachen sowie Ethik (Moral Science) am Newnham College der University of Cambridge. Später lernte sie auch noch Chinesisch.
1932 heiratete sie den Philosophen Richard Bevan Braithwaite, mit dem sie einen Sohn und eine Tochter hatte.
Masterman gehörte 1933/34 zu den ausgesuchten Studenten, die Ludwig Wittgensteins Vorlesung (Blue Book) in Cambridge niederschreiben durften (die anderen waren der enge Mitarbeiter und Freund von Wittgenstein Francis Skinner, der Mathematiker Reuben Goodstein, die Philosophin Alice Ambrose und der Mathematiker H. S. M. Coxeter). 
Außerdem war sie eine Pionierin in der Computerlinguistik und gründete 1956 die Cambridge Language Research Unit (CLRU). Obwohl nicht offiziell Teil der Universität, wurde dort wichtige Forschungsarbeit in Computerlinguistik und maschineller Übersetzung in Großbritannien geleistet. Die Finanzierung erfolgte durch Forschungsgelder aus den USA, Großbritannien und der EU. Das Zentrum litt allerdings damals an mangelnder Computerkapazität. Masterman unternahm deshalb mit dem Aufkommen von PCs im Jahr 1980 einen neuen Anlauf, das Institut wiederzubeleben, was aber nach ihrem Tod aufgegeben wurde. 
Ihre Auffassung von Sprache unterschied sich stark von der an Syntax-Grammatiken orientierten Schule von Noam Chomsky. Sie betonte vielmehr die Bedeutung von breath groups (Atem-Gruppen), Redundanz in der Sprache und Rhythmus für die Sprache; ihr Ausgangspunkt war die semantische Analyse. Als Vorbild diente ihr dabei das Chinesische.
Margaret Masterman war eine der Gründerinnen des Lucy Cavendish College für Frauen in Cambridge und von 1965 bis 1975 dessen Vizepräsidentin. Sie selbst war mit Lucy Cavendish (1841–1925, geborene Lyttelton) verwandt, einer Pionierin in der Frauenbildung.
Als Philosophin spielte sie eine wichtige Rolle in der Herausbildung des Paradigma-Begriffs durch Thomas S. Kuhn, den sie 1965 in einem Aufsatz kritisierte.
Sie befasste sich auch mit Schriftstellerei; sie schrieb Theaterstücke und Romane und hatte breit gefächerte weitere Interessen (wie z. B. Gregorianischen Gesang).